# A. M. Dellamonica
Alyxandra Margaret "A.M." Dellamonica (25 de febrero de 1968) es una persona escritora canadiense de ciencia ficción que ha publicado más de cuarenta cuentos sobre este campo desde la década de 1980. Dellamonica escribe en varios subgéneros que incluyen ciencia ficción, fantasía e historia alternativa. Sus historias han sido seleccionadas para las antologías de ciencia ficción «Year's Best» en 2002 y 2007. Dellamonica es una persona no binaria.
Asistió al Taller de escritores de Clarion West en 1995 y es estudiante del programa de Maestría en Escritura Creativa Opt-Res de la UBC.
Dellamonica enseña escritura creativa en línea en el Programa de Escritores de Extensión de la UCLA y en persona en UTSC. También revisa novelas de ciencia ficción y escribe artículos sobre publicaciones para sitios web relacionados con la ciencia ficción como Clarkesworld y tor.com.
Su primera novela, Indigo Springs, fue publicada por Tor Books en noviembre de 2009. Su cuarta novela, A Daughter of No Nation, se publicó en diciembre de 2015. La novela más reciente de Dellamonica es la quinta, The Nature of a Pirate.

## Nominaciones y premios
La historia alternativa de Juana de Arco de Dellamonica, A Key to the Illuminated Heretic, fue nominada para el Premio Sidewise de Historia Alternativa de 2005 y estuvo en la boleta preliminar de los Premios Nébula de 2005. En 2005, recibió la Beca para Artistas Emergentes del Consejo de las Artes de Canadá  y en 2015 recibió la Beca del Consejo de las Artes de Ontario para Obras en Progreso de Escritores. La primera novela de Dellamonica, Indigo Springs, recibió el premio Sunburst 2010 de literatura canadiense sobre lo fantástico. En 2016, su cuarta novela, A Daughter of No Nation, ganó el premio Prix Aurora a la mejor novela.

## Vida personal
Dellamonica Robson está en un matrimonio con la también escritora canadiense de ciencia ficción Kelly Robson y vive en Toronto. Dellamonica y Robson se casaron dos veces: extraoficialmente en 1989 y nuevamente en 2003 después de que se legalizara el matrimonio entre personas del mismo sexo en Ontario.

### Novelas

#### Indigo Springs
1. Indigo Springs, 2009
2. Blue Magic, 2012

#### The Hidden Sea Tales
1. Child of a Hidden Sea, 2014[8]
2. A Daughter of No Nation, 2015
3. The Nature of a Pirate, 2016